# Lobelia archeri
Lobelia archeri är en klockväxtart som beskrevs av Neville Grant Walsh. Lobelia archeri ingår i släktet lobelior, och familjen klockväxter. Inga underarter finns listade i Catalogue of Life.